# وراتارنیتسا
وراتارنیتسا (به صربی: Vratarnica) یک منطقهٔ مسکونی در صربستان است که در زایچار واقع شده‌است. وراتارنیتسا ۵۷۰ نفر جمعیت دارد.